# Кенказган
Кенказган — мідна копальня епохи пізньої бронзи у Казахстані (ІІ-І тисячоліття до н. е.).

## Характеристика
Відкрита розробка. Довжина виробок 500 м, ширина — 170 м, глибина — 17,5 м. Руди видобуто 300 тис. м3. Виплавлено до 50 тис. т міді.